# Іштван Сабо (письменник)
І́штван Са́бо (угор. Szabó István, нар. 7 березня 1931, Черсеґтомай, Угорщина — пом. 16 березня 1976, Будапешт) — угорський письменник.
Народився у 1931 р. в маленькому гірському селі Черсеґтомаї (Cserszegtomaj) поблизу міста Кестгей.
Походить з селянської родини. Понад 20 років мешкає у рідному селі, де займається землеробством.
У середині 1950-х переїжджає у місто, три роки вчиться на філософському факультеті Будапештського університету. Після — працює бібліотекарем.
Перші оповідання І. Сабо публікуються в кінці 1940-х рр, У 1956 р. виходить його перша збірка оповідань «Бунтар» (угор. «A lázadó»), у 1963 р. збірка «Чарівний сад» (угор. «Varázslat kertje»), 1972 — «Не оглядайся назад».
Двічі лауреат премії Аттіли Йожефа.

## Нагороди
- 1957 — лауреат премії Аттіли Йожефа — «Бунтар» (угор. «A lázadó»)
- 1964 — лауреат премії Аттіли Йожефа — «Чарівний сад» (угор. «Varázslat kertje»)

## Переклади російською мовою
И. Сабо. То памятное утро: Рассказы. — М.: Известия, 1986. — 128 с. — (Библиотека журнала «Иностранная литература»)